# Die Hemmungslosen
Die Hemmungslosen (Originaltitel: Raggare!, auf Deutsch: Halbstarke!) ist ein schwedischer Spielfilm in Schwarzweiß von Olle Hellbom aus dem Jahr 1959. Der Regisseur verfasste auch das Drehbuch. Die Hauptrollen sind mit Christina Schollin, Bill Magnusson und Hans Wahlgren besetzt. In Schweden konnte man den Film erstmals am 13. November 1959 auf der Leinwand sehen, in der Bundesrepublik Deutschland am 25. März 1960.

## Handlung
Der Film spielt in Schweden Ende der 1950er Jahre. Er schildert einige Lebenswege so genannter Halbstarker. Weit draußen vor der Stadt hat die Gruppe ihr Clublokal. Schlimm ergeht es dem, der gegen die ungeschriebenen Gesetze dieser Clique verstößt. Als besonders rücksichtslos gilt Rolf. Der betrachtet Bibbi als sein Eigentum. Als diese ausschert und eigene Wege gehen will, wird sie von ihren „Freunden“ kurzerhand aus dem Tanzlokal, in dem sie ein Stelldichein mit einem älteren Herrn hat, herausgerissen, in den Kofferraum eines Autos verfrachtet, zu einem Sumpf gefahren und in diesen hineingeworfen. 
Lars ist ein etwas schüchterner Junge, der aus gutem Hause stammt. Als er von Bibbis Bestrafung gehört hat, fährt er gleich zu dem Sumpf und holt das Mädchen heraus. In einem nahegelegenen See nehmen die beiden ein Bad. Danach wechselt Bibbi zu Hause die Kleidung. Anschließend will Lars mit seinem neuen Schwarm irgendwohin fahren, nur nicht zu den anderen. Pech ist nur, dass Bibbis Handtasche noch in Rolfs Wagen liegt. So kommen die beiden nicht umhin, nochmals das Clublokal anzusteuern. Kaum sind sie dort, kommt es zu einer Schlägerei zwischen Rolf und Lars, bei der Rolf als Sieger hervorgeht. Dadurch hat er Bibbi nach den Gesetzen der Clique zurückerobert.
Als Rolf merkt, dass ihm Lars mit seinem Wagen folgt, stellt er seinem Rivalen eine Falle. Er wählt einen Weg, der über eine Landebrücke in einen See führt. Kurz vor der Brücke bremst er am Straßenrand scharf ab. Weil Lars diese Straße fremd ist, steuert er sein Auto direkt in den See. Rolf und Bibbi steigen aus und starren auf die Luftblasen, die von dem sinkenden Auto aufsteigen. Wütend beschimpft Bibbi Rolf als Mörder; rasch steigt sie in dessen Auto und rast davon. 

## Kritik
Das Lexikon des internationalen Films enthält sich einer Wertung und bemerkt lediglich, der Film schildere ein Sittenbild schwedischer Halbwüchsiger, die sich daheim nicht zu Hause fühlen können, mit Verführung, Streit um ein Mädchen und abschließend dem üblichen Autounfall.

## Quelle
- Programm zum Film: Das Neue Film-Programm, Klemmer Verlag, Mannheim, ohne Nummernangabe